# Nécropole nationale de Remy
La nécropole nationale de Remy est un cimetière militaire  de la Première Guerre mondiale situé sur le territoire de la commune de Remy dans le département de l'Oise.

## Historique
La nécropole nationale de Remy a été créée en 1920, on y a transféré les dépouilles de soldats inhumés dans différents cimetières des environs.

## Caractéristiques
La superficie du cimetière est de 1,14 ha, il compte 1887 tombes individuelles : 1 829 soldats français de la Grande Guerre, 56 victimes civiles et 6 soldats de la Seconde Guerre mondiale.